# Никола Станишев
Никола Гоцев Станишев е български учен, инженер, доцент по „Земеделски машини, двигатели, трактори и автомобили“.

## Биография
Роден е в 1906 година в Кукуш, тогава в границите на Османската империя. Майка му Велика (Лика) е сестра на Гоце Делчев, а баща му Георги (Гоце) Станишев е негов приятел. В 1927 година Никола Станишев завършва гимназия в София, а в 1934 година завършва инженерство в Жамблу, Белгия. Става асистент в катедра „Земеделско машинознание“ в учебната 1941 – 1942 година. В периода 1946 – 1953 година е главен асистент, а от 1953 до смъртта си през 1963 година е доцент. Той е първият асистент, който изпълнява специфични задачи като пръв помощник на ръководителя на катедрата. Участва в създаването и разширяването на университетски дисциплини. Автор и съавтор е на учебници и наръчници. Публикува серия научни трудове и статии. Станишев полага основите на катедра „Механизация на животновъдството“.